# 蔡侑玎
蔡 侑玎（チェ・ユジョン、英語: Chae Yu-jung、朝鮮語: 채유정、1995年5月9日 - ）は、大韓民国の女子バドミントン選手。2023年に世界選手権の混合ダブルスで優勝。以前世界で活躍していた、金福仙の娘。

## 経歴
2013年の世界ジュニア選手権で、金志垣とペアを組み女子ダブルスで金メダルを獲得した。
2020年東京オリンピックでは、徐承宰とペアを組み混合ダブルスでベスト8入りを果たした。
その後も徐承宰との混合ダブルスに専念し国際大会に出場する。

### 2023年
8月の世界選手権では、準々決勝で世界ランク4位のデチャポル・プアヴァラヌクロー / サプシリー・タエラッタナチャイをストレートで破り、準決勝では世界ランク2位の渡辺勇大 / 東野有紗を破る。決勝では、0勝9敗で世界ランク1位の鄭思維 / 黄雅瓊が立ちはだかるが、21-17, 10-21, 21-18で破り優勝。世界選手権初メダルにして、金メダルを獲得した。
9月の中国オープンでは、準々決勝で再び世界ランク1位の鄭思維 / 黄雅瓊を破り、そのまま優勝。2週前の世界選手権に続き、2連続でビッグタイトルを獲得する結果となった。